# 大阪市イタリア語講師殺害事件
大阪イタリア語講師殺害事件（おおさかイタリアごこうしさつがいじけん）とは、2003年6月に発生した強盗殺人・窃盗事件。

## 概要
2003年（平成15年）6月7日14時35分頃、大阪府大阪市淀川区木川東在住のイタリア語講師女性（当時26歳）が自宅マンションで死んでいるのを、女性の知人らから連絡を受けた淀川警察署の署員によって発見された。女性は高知県出身でフリーのイタリア語講師として大阪市内の複数の外国語学校で活動していた。6月4日23時30分頃、友人と通話したのを最後に連絡が取れなくなり、不審に思った知人らが6月7日14時過ぎに被害者の自宅を訪ねたが応答がなかったため、淀川警察署に通報した。発見時、布団を頭から被せられてあおむけの状態で死亡しており、口には二重で粘着テープが張られていた。また、室内の照明は消灯された状態で玄関や窓は全て施錠されていた。その他、女性の部屋の鍵や財布、携帯電話が持ち去られていた。
司法解剖の結果、死因は首を絞められたことによる窒息死で、死亡推定時刻は6月5日午前5時頃。死亡後、同日午後に被害者の携帯電話から友人宛てに生存を装う目的でメールが送信されていたことが分かった。しかし、被害者が普段メールに使用する署名と異なることから友人は不信感を抱き、被害者の遺体発見後、大阪府警察に相談したという。
2003年（平成15年）6月25日、淀川区十三本町の地銀支店の防犯ビデオに写っている男が被害者の銀行口座のキャッシュカードを使って預金全額を引き出していたことが分かった。男は6月5日15時ごろ、被害者宅から約1.3キロ離れた大阪市淀川区内の銀行で、身分証明書のようなものを見ながら暗証番号として被害者の生年月日を打ち込みATMから現金を引き出そうとしたが失敗。同日18時ごろ、再び同じ銀行を訪れ別の番号を打ち込み、1回で預金の引き出しに成功した。これを受け、捜査本部は防犯ビデオの映像を基に公開捜査に乗り出した。
2003年（平成15年）6月26日、大阪府警察は長崎県福江市出身、住所不定無職の21歳の男を被害者の預金口座から預金を引き出した窃盗の容疑で逮捕した。ATMで被害者名義の預金16万8000円を引き出した際の防犯ビデオの映像を公開するとともに銀行周辺で聞き込み調査を開始。すると、銀行近くのパチンコ店から「よく似たTシャツの男がいる」との通報があり、同店で男を発見、任意同行を求めたところ、犯行を認めたため逮捕に至った。逮捕後、男は窃盗容疑を認めた上で「後をつけて部屋に押し入り、首を絞めて殺した。携帯電話とカード入りの財布も取った」とも供述。この供述から強盗殺人容疑についても追及。7月7日、強盗殺人容疑でも再逮捕となった。男は被害者を金銭目的で襲い、殺害した後、指紋や足跡を拭き取り、被害者の携帯電話を持ち去って淀川区内の川に投棄するなど証拠隠滅を図っていた。被害者から奪った預金はパチンコに使われていた。また、キャッシュカードの暗証番号は被害者の運転免許証から推測して特定したと供述した。
2003年（平成15年）7月28日、大阪地検は男を強盗殺人と窃盗などの罪で起訴した。

## 裁判・異例の処遇意見
2003年（平成15年）9月17日、大阪地裁で初公判が開かれ、男は起訴事実を全面的に認めた上で「死刑になって償いたい」と涙ながらに述べた。冒頭陳述で検察側は、男はパチンコ通いにより金銭的に困窮したため、金銭目的で被害者の後をつけ口封じ目的で殺害したと述べた。また、「娘は通訳の仕事に張り切っていた。激しい怒りが収まりません」という被害者の遺族の心情を記した書面も併せて読み上げた。
2003年（平成15年）12月5日、論告求刑公判で検察側は「遊興費や生活費を捻出するために押し入り、口封じのために殺害した。生命の尊さに何ら思いを致さない、極めて自己中心的な犯行で酌量の余地はない」として男に無期懲役を求刑した。
2004年（平成16年）2月4日、大阪地裁（角田正紀裁判長）での判決公判で「女性の尊厳を踏みにじる執拗で冷酷な犯行」として男に求刑通り無期懲役が言い渡された。判決言い渡しの際、裁判長は「無期懲役にも法律上、仮出獄が認められているが、事案の重大性、悪質性、遺族の峻烈な処罰感情を考慮し、慎重な運用が必要」と異例の処遇意見を述べた。
この処遇意見に対し、全国犯罪被害者の会代表幹事の岡村勲は「裁判官がこのような発言をするのは、極めて珍しい。本来は死刑になってしかるべき事案であり、安易な仮出獄に警鐘を鳴らす意味合いがあったのではないか」と述べている。また、被害者の父親は「判決では私の思いを十分に酌んでもらったが、仮出獄で、被告が再び社会の空気を吸うなんて許すことはできない」と話した。